# 광주학강초등학교
광주학강초등학교는 대한민국 광주광역시 남구 양림동,학동에 있는 초등학교다.교번은 서초02이다.

## 학교 연혁
- 1943. 04. 01. 광주학강국민학교 설립 인가
- 1943. 05. 06. 개교, 3학급 편성
- 1947. 03. 31. 본관 교사 낙성 및 변소 1동 건립
- 1966. 08. 20. 3층 9교실 준공
- 1972. 09. 11. 강당 준공
- 1972. 10. 07. 서부 별관 8교실 개축
- 1984. 02. 17. 숙직실 개축(2동), 수세식 변소 개축(1동)
- 1986. 03. 01. 병설유치원 설립 인가 및 개원
- 1987. 11. 20. 본관 6교실 및 승강구 개축, 서관 실내 화장실 신축
- 1990. 10. 20. 동편 3개 교실 개축
- 1994. 12. 01. 급식소 개소
- 1996. 03. 01. 광주학강초등학교 교명 변경
- 1996. 02. 실내 야구 연습장 시설
- 1996. 09. 유아방 개원 설치 (1교실), 등나무 정원용 벤치 시설
- 1998. 02. 28. 본관 화장실 3층 완공
- 2002. 03. 23. 야구부 합숙소(학승관) 완공
- 2005. 02. 17. 제57회 졸업(총 졸업생 32,553명)
- 2005. 03. 01. 제24대 이규현 교장 부임
- 2006. 09. 01. 제25대 유법주 교장 부임
- 2006. 09. 01. 보육교실 개실(1실)
- 2007. 09. 01. 과학실 현대화
- 2009. 03. 01. 제26대 서정권 교장 부임
- 2011. 02. 18. 제63회 졸업
- 2011. 03. 01. 제27대 이기성 교장 부임
- 2012.02.17. 제64회 졸업식
- 2013.02.15. 제65회 졸업식
- 2014.02.14. 제66회 졸업식
- 2015.02.17. 제67회 졸업식
- 2015.09.01. 제28대 박후언 교장 부임
- 2016.03.01. 빛고을혁신학교 지정 운영
- 2018.06.30. 학교 재배치(교실 및 운동장 등 재공사) 완공
- 2020.03.01.~2023 빛고을혁신학교 재지정
- 2023.01.05. 제75회 졸업식, 총 34,439명 졸업
- 2023.09.01. 제30대 최제오 교장 부임
- 2024.01.11. 제76회 졸업식, 총 34,556명 졸업